# José Guadalupe Galván Galindo
José Guadalupe Galván Galindo (ur. 21 sierpnia 1941 w Cadereyta, zm. 16 lipca 2022 w Torreón) – meksykański duchowny katolicki, biskup diecezji Torreón w latach 2000–2017.

## Życiorys
Święcenia kapłańskie przyjął 29 czerwca 1965 i został inkardynowany do archidiecezji Monterrey.

### Episkopat
8 lipca 1994 został mianowany przez papieża Jana Pawła II biskupem diecezji Ciudad Valles. Sakry biskupiej udzielił mu 10 sierpnia tegoż roku abp Girolamo Prigione.
12 października 2000 papież mianował go biskupem diecezjalnym Torreón.
9 września 2017 przeszedł na emeryturę.